# Communications optiques en espace libre
Pour les articles homonymes, voir espace.

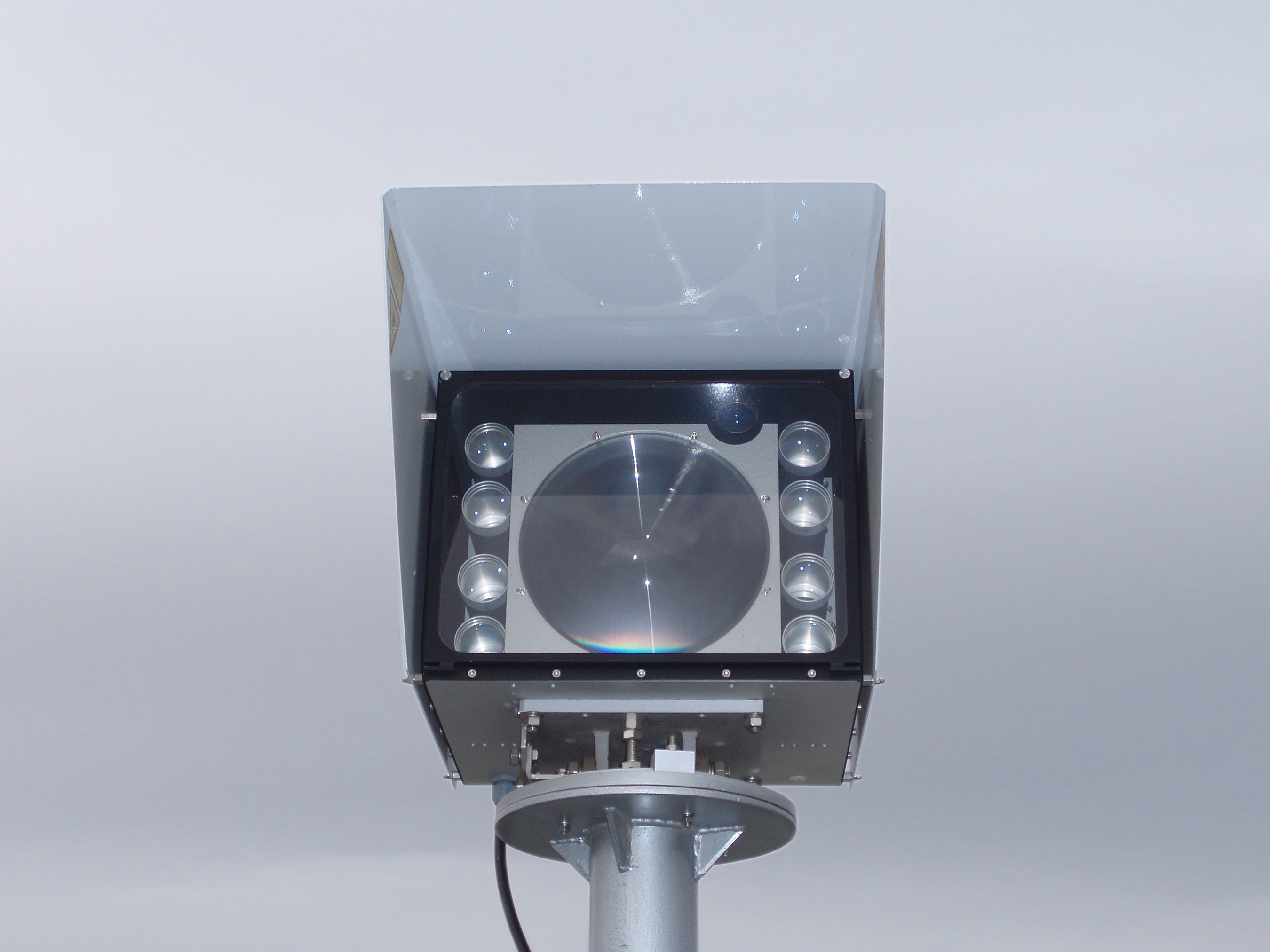
Laser optique 8 faisceaux en espace libre, assurant un lien de débit 1Gbits/s à une distance approximative de 2 km. Le récepteur est constitué du large disque central, l'émetteur des 8 petits disques latéraux. En haut à droite, un objectif monoculaire d'assistance à l'alignement des deux têtes laser.

Dans le domaine des  télécommunications, les communications optiques en espace libre (en anglais Free Space Optics ou FSO) constituent une technologie optique de communications qui fait appel à la propagation de la lumière (spectre visible ou infrarouge) en espace libre, afin de transmettre des données entre deux points distants. Cette technologie présente un intérêt lorsqu'une connexion physique par le biais de câble ou de fibre optique est inadaptée, en particulier pour des raisons de coûts.
« Espace libre » désigne tout médium spatial d'acheminement du signal : air, espace inter-sidéral, vide, etc., ceci par opposition à un médium de transport matériel, tels la fibre optique ou les lignes de transmission filaires ou coaxiales.

## Historique
Les communications optiques sont utilisées sous diverses formes et ceci depuis la plus haute antiquité. Ainsi les Grecs Anciens faisaient-ils miroiter leurs boucliers lors des batailles afin d'envoyer des messages à leurs troupes. À l'ère moderne furent développés sémaphores et télégraphes solaires sans-fil nommés héliographes, qui faisaient usage de signaux codés destinés à communiquer avec leurs interlocuteurs. 
En 1880, Alexander Graham Bell et Charles Sumner Tainter créèrent le Photophone. Le dispositif permettait de transmettre sons et conversations par le biais d'un faisceau lumineux. Ainsi, le 3 juin 1880, Bell mena la première transmission téléphonique mondiale sans fil, entre deux immeubles séparés de 213 mètres. Son invention ne trouva néanmoins des applications pratiques que plusieurs décennies après, dans le domaine des communications militaires.
Carl Zeiss Jena développa le Lichtsprechgerät 80 (ndt: luminophone) que l'armée allemande utilisa durant la Seconde Guerre mondiale dans les unités de défense anti-aériennes.
L'invention du laser dans les années 1960 révolutionna l'optique spatiale. Les organisations militaires furent particulièrement intéressées et accélérèrent son développement. Toutefois, le développement de la technologie subit une perte de vitesse lors de l'avènement et de l'installation de la fibre optique à des fins civiles.

## Technologie
Les liaisons optiques spatiales font le plus souvent appel aux lasers infrarouges, quoique des liaisons à faible débit et courte distance puissents être établies au moyen de diodes LED (émettant dans le visible ou l'infrarouge). Les transmissions IrDA font partie des moyens simples de communications optiques en espace libre. Les communications optiques sont en outre utilisées entre engins spatiaux. La portée utile des liaisons terrestres est de l'ordre de quelques kilomètres  mais la stabilité de la liaison est tributaire des facteurs atmosphériques, à savoir pluie, brouillard, pollution, chaleur… Des opérateurs radioamateurs ont réalisé des liaisons supérieures à 100 km par la mise en œuvre de sources de lumière cohérente (laser) et non cohérente (diodes LED de forte puissance). Toutefois, l'usage d'équipements rudimentaires limitait la bande passante au domaine audio (4 kHz). Dans le domaine des communications extra-atmosphériques, la portée utile est couramment de l'ordre de plusieurs milliers de kilomètres, et des liaisons interplanétaires de plusieurs millions de kilomètres seraient même envisageables en faisant usage de télescopes concentrateurs de faisceau.
Des communications FSO dans le domaine de la sécurité ont été proposées, faisant usage d'un laser N-slit interferometer (en), le signal émis par le laser présentant la forme d'une figure d'interférométrie.  Toute tentative d'interception du signal se traduit par la disparition de cette figure, dénonçant ainsi la tentative d'interception du faisceau. Nonobstant le fait que cette méthode ait été expérimentée sur des distances de laboratoire, son principe devrait pouvoir être étendu à des distances relativement importantes.
En matière de réseau local intérieur se développe actuellement une nouvelle technologie nommée technologie LiFi, adossée à une transmission optique utilisant des diodes LED. Cette technologie permet d'apporter une meilleure isolation des équipements, une baisse des coûts et de la taille des matériels et permettra de combiner, dans un même objet physique, éclairage domestique et communications sans-fil, en complément des réseaux sans-fil traditionnels fonctionnant en bandes radio UHF. Des diodes LED à bas coût, employées en éclairage domestique, pourront ainsi être utilisées pour créer un réseau de communications. Des vitesses de transmission allant jusqu'à 100 Mb/s pourraient être atteintes moyennant l'emploi de modulations efficaces, certaines expérimentations ayant atteint des débits supérieurs à 500 Mb/s.
Des recherches dans le domaine du contrôle de trafic automatisé des véhicules sont en cours, techniques qui feraient, entre autres solutions, appel à des feux de circulation dotés de diodes LED de commande.

## Applications
- Connexions LAN-to-LAN en Fast Ethernet ou Gigabit Ethernet.
- Connexions LAN-to-LAN en milieu urbain. Exemple: Metropolitan area network.
- Transmissions distantes point à point au travers de domaines appartenant à des tiers.
- Mise en place rapide de service d'accès haut-débit par connexion à un réseau à fibre optique.
- Convergence Voix-Données-Accès Réseau.
- Réseau d'installation temporaire (évènements ponctuels et autres).
- Rétablissement rapide de connexion haut-débit lors de catastrophes.
- Technologie alternative ou de mise à niveau des réseaux sans-fil traditionnels : Technologie LiFi.
- Doublage des réseaux stratégiques importants (sécurisation du réseau par redondance d'acheminement).
- Communications spatiales entre engins spatiaux en particulier constellations de satellites (télécommunications optiques spatiales).
- Communications électroniques inter- et intra-circuits intégrés[10].

Le faisceau lumineux peut être très étroit, voire invisible (IR), rendant ainsi la liaison difficile à détecter, à intercepter, améliorant de ce fait la sécurité de la transmission. En outre, la possibilité de chiffrer les données véhiculées par le faisceau apporte un complément de sécurisation à la liaison. Par ailleurs, l'immunité en matière d'interférences électromagnétiques est meilleure en transmission optique qu'en transmission microonde.

## Avantages
- Facilité de déploiement

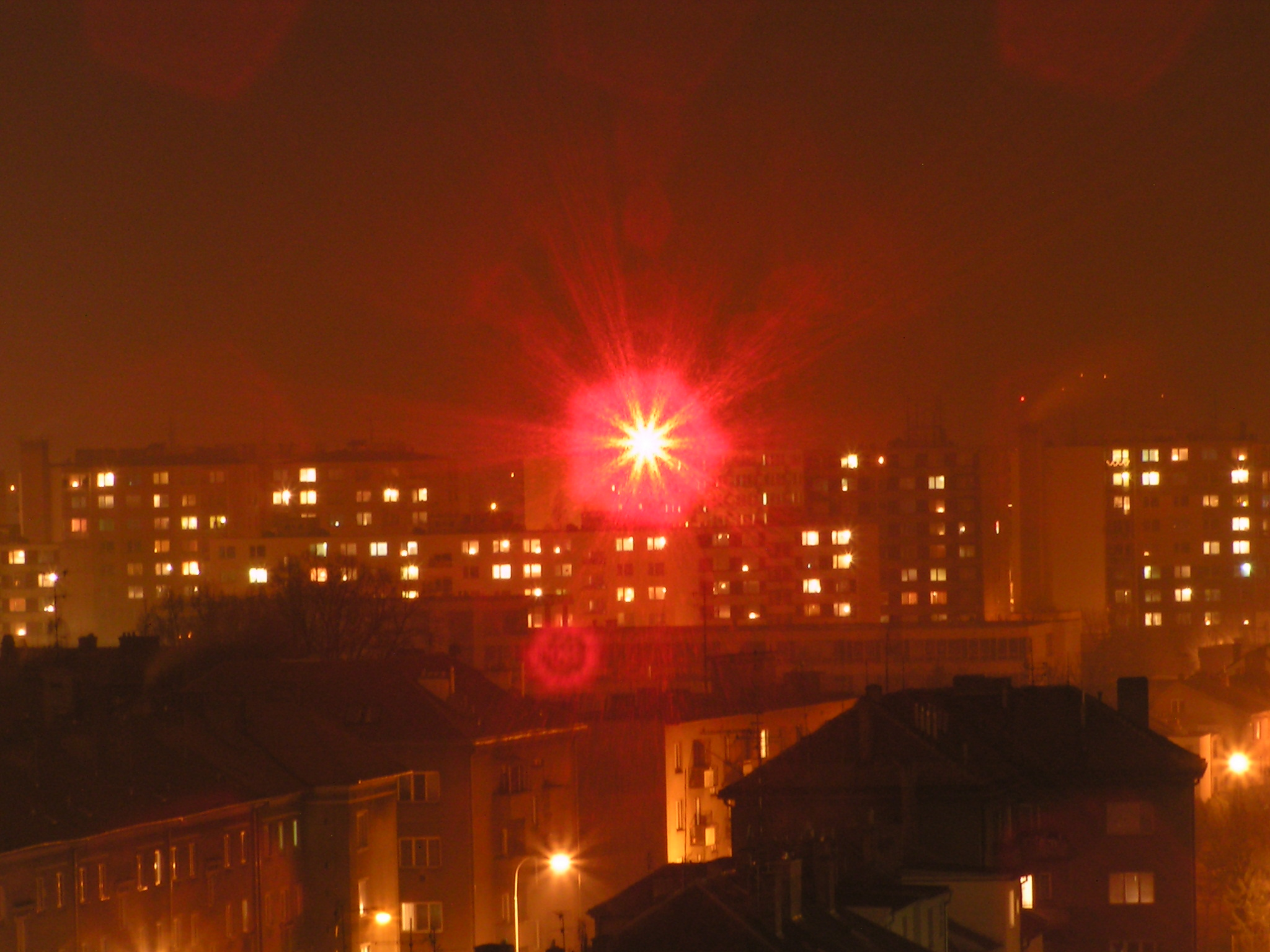
RONJA est une implementation libre de transmission optique en espace libre (FSO) utilisant des diodes LED de haute intensité

- Transmission longue distance dispensée de licence, par opposition aux transmissions hertziennes
- Haut débit
- Faible taux d'erreur
- Immunité aux interférences électromagnétiques
- Communications full-duplex
- Protocole de communication transparent
- Confidentialité de transmission élevée, en particulier du fait de la directivité et de l'étroitesse du faisceau lumineux

## Inconvénients
Pour les applications terrestres, les facteurs limitatifs principaux sont les suivants : 
- Dispersion du faisceau
- Absorption atmosphérique
- Pluie
- Brouillard (10..~100 dB/km d'atténuation)
- Neige
- Chaleur ambiante modifiant l'indice de réfraction du milieu (déformation-déviation du faisceau)
- Scintillation
- Pollution lumineuse parasite
- Instabilité du pointage en période venteuse
- Pollution atmosphérique
- Rayonnement solaire axial gênant la réception.

Ces facteurs causent une atténuation du signal à la réception, conduisant ainsi à une augmentation du taux d'erreurs (bit error ratio (BER)). Pour contourner ces problèmes, des solutions alternatives consistant en des systèmes multi-faisceaux ou multi-trajets ont été développées. Certains appareillages présentent une tolérance supérieure au "fading" (puissance modulable, en cas de pluie, brouillard, fumée…). Pour des raisons de sécurité (risques oculaires), les bons systèmes de transmission optiques laser ont une densité de puissance limitée (lasers classe 1 ou 1M). L'atténuation atmosphérique et celle liée au brouillard, qui est par nature exponentielle, limitent en pratique les portées de tels systèmes à quelques kilomètres.